# Ola Bjurman
Hans Ola Bjurman, född 13 september 1962 i Borlänge, är en svensk musiker.

## Biografi
Bjurman har arbetat med bland andra Tommy Körberg, Mats Ronander, Mikael Rickfors, Clas Yngström, Plura Jonsson, Totta Näslund, Louise Hoffsten och många flera.
År 1992 bildade han den egna musikgruppen Bjurman Band. I gruppen ingår Bjurman, Niklas Ström (basgitarr), Bengt Blomgren (gitarr) och Tomas Olsson (trummor).
År 2008 inledde Bjurman ett samarbete med gitarristen Peter O Ekberg. Ur detta samarbete kom albumet Fogerty Files, en hyllning till John Fogertys låtskrivande och till de 40 år som då hade förflutit sedan Creedence Clearwater Revival gav ut sin första skiva 1968.
Bjurman är gitarrtekniker och gitarrbyggare och driver sedan 1991 gitarrverkstaden Doctor Guitar i Göteborg. Han var en drivande kraft bakom den sociala musikwebbplatsen "Recommended Music/From a Friend".
Bjurman spelade år 2016 rollen som Jan-Ove, den kontroversielle ordföranden i bouleklubben Tre Kulor, i Johannes Nyholms film Jätten.

### Familj
Ola Bjurman är bror till journalisten Per Bjurman.

## Diskografi
- 1996 - Be for Real
- 1998 - Slowstarter
- 2008 - Fogerty Files